# Liebfrauenkirche (Gernsbach)

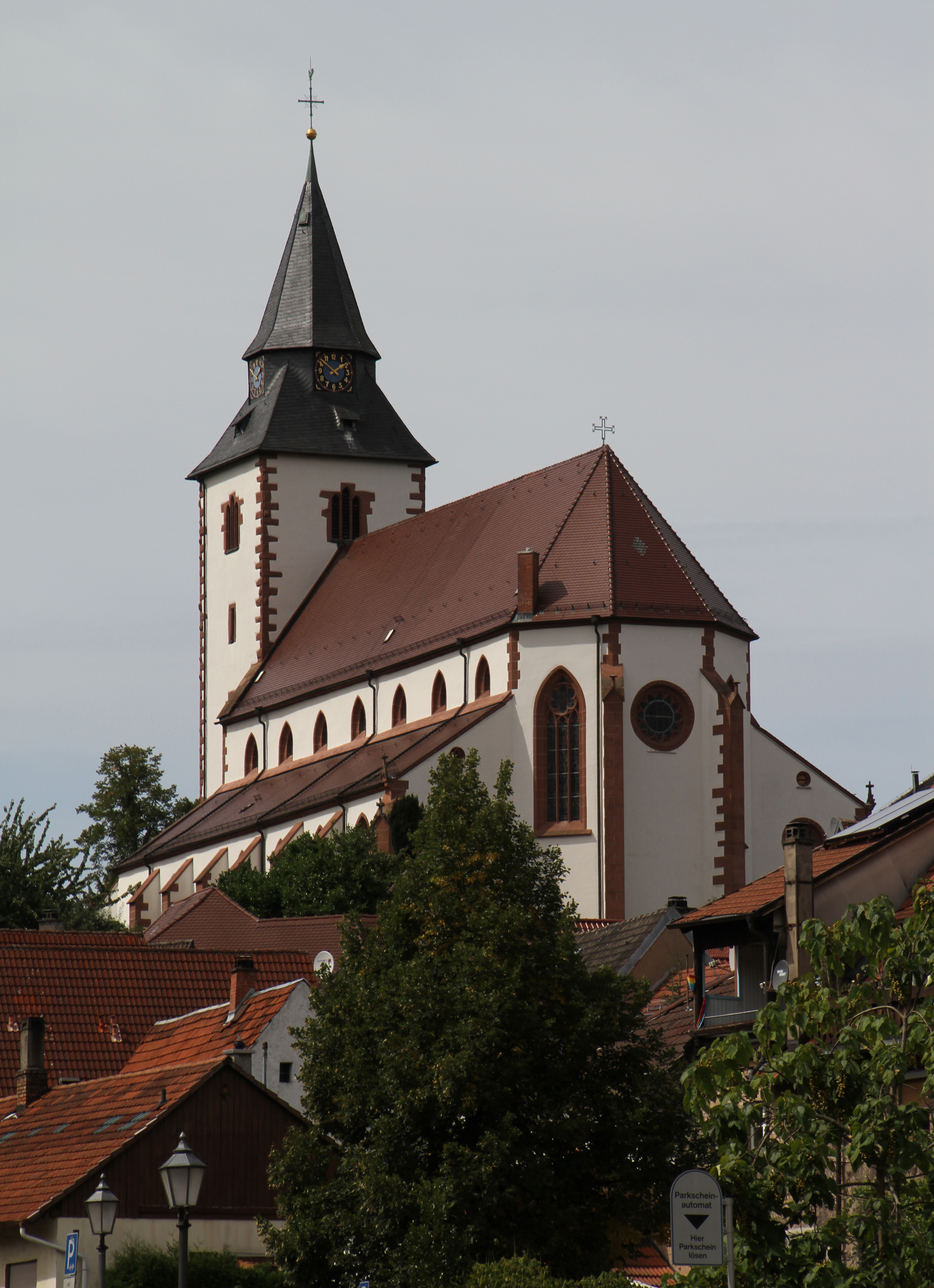
Die Liebfrauenkirche auf der Anhöhe des Gernsbacher Stadtbuckels

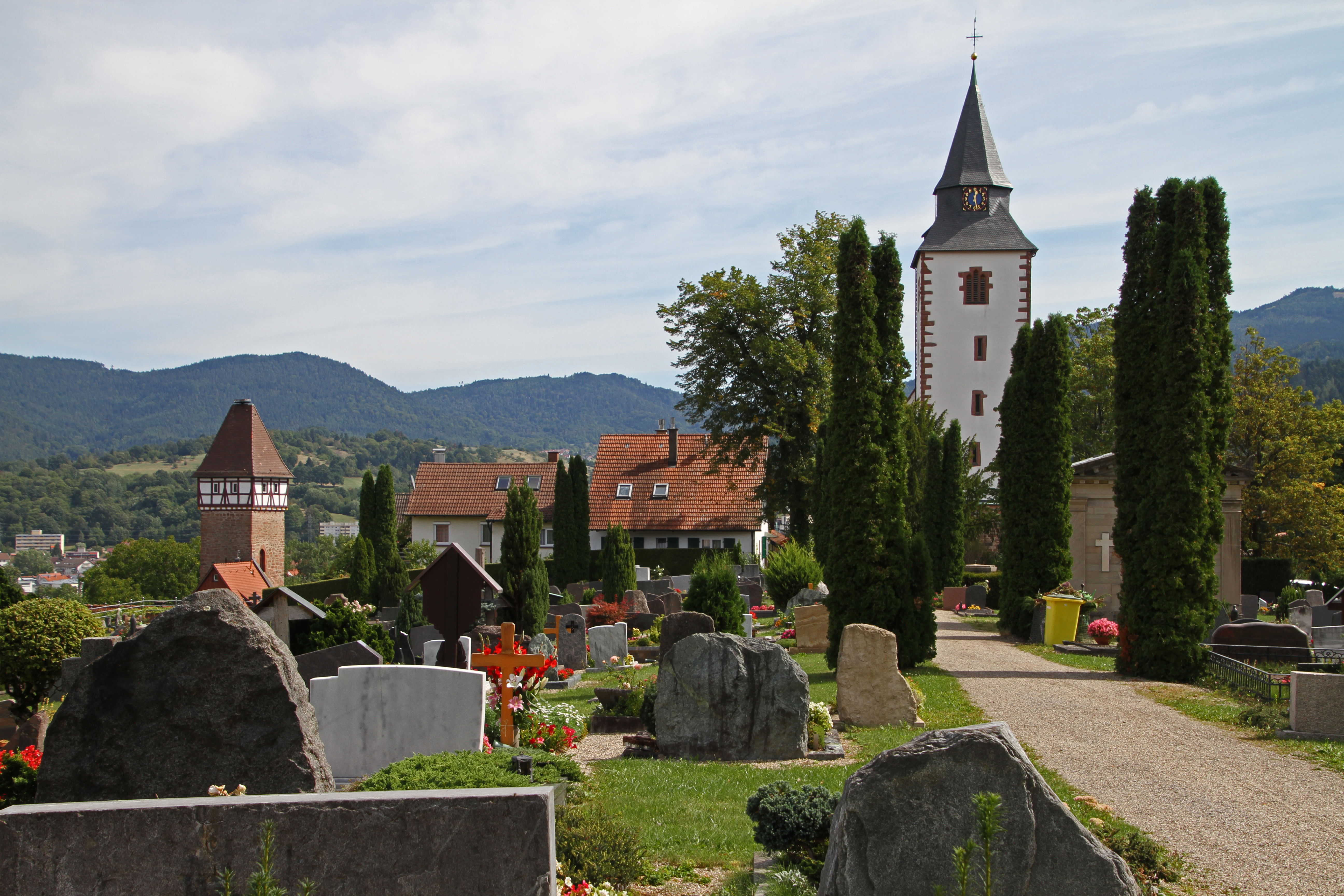
Der katholische Friedhof und der Kirchturm von Westen, links der Storchenturm

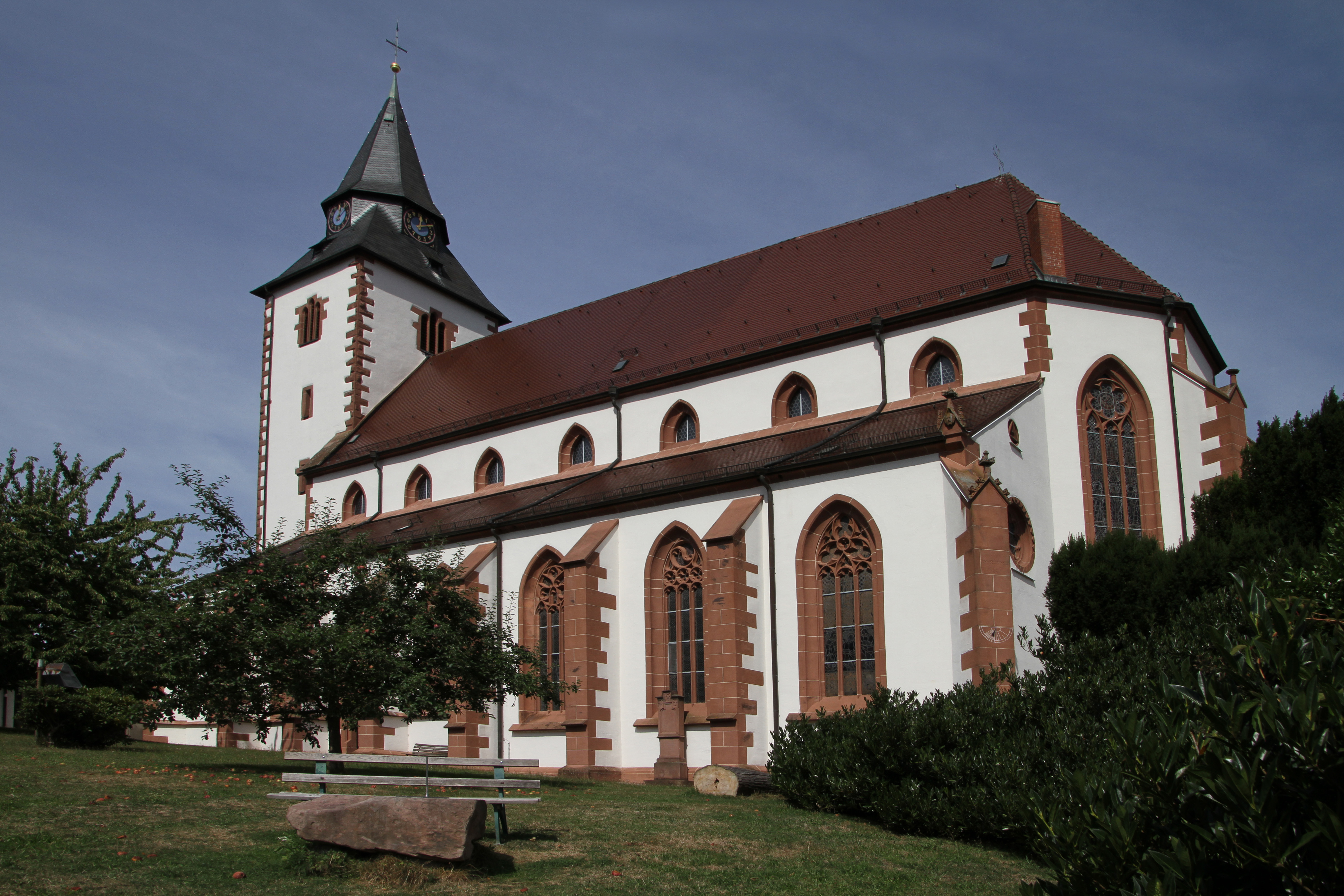
Ansicht von Südosten

Die Liebfrauenkirche ist die römisch-katholische Pfarrkirche von Gernsbach im unteren Murgtal im baden-württembergischen Landkreis Rastatt.

## Entstehungs- und Baugeschichte
Die Liebfrauenkirche ist nach der St. Jakobskirche der zweite Gernsbacher Kirchenbau. Die frühere Vermutung, dass während der Ebersteiner Herrschaft auf dem Platz der heutigen Liebfrauenkirche eine Burganlage mit einer Kapelle gestanden habe, ist unbestätigt und wird nicht aufrechterhalten. Im Jahr 1388 ließen Margarethe, die Witwe des Grafen Wilhelm II. von Eberstein, und Markgraf Rudolf VII. von Baden die Kirche Zu unserer lieben Frau errichten. Die Patronin der Kirche ist die Maria der sieben Schmerzen, welche in der katholischen Liturgie am 15. August gefeiert wird. Eine Urkunde aus dem Jahr 1487 legt nahe, dass die Kirche als Wallfahrtskapelle entstanden ist.
Nachdem Gernsbach zusammen mit der Grafschaft Eberstein um 1556 zur Reformation übergegangen war, blieb die Liebfrauenkirche als katholische Kirche bestehen und wurde vermehrt zur Begräbnisstätte der katholisch gebliebenen Mitglieder des Hauses Eberstein. Die folgenden konfessionellen Konflikte aufgrund der badisch-ebersteinischen Gemeinherrschaft über Gernsbach, der Oberbadischen Okkupation und des Dreißigjährigen Krieges hatten überwiegend Auswirkungen auf die St. Jakobskirche. Ein Abkommen aus dem Jahr 1626 ließ beide Religionen in Gernsbach zu. Die bis heute gültige Regelung, die St. Jakobskirche den Protestanten und die Liebfrauenkirche den Katholiken zuzuweisen, stammt aus dem Jahr 1640.
1626 brannte der Kirchturm durch Blitzschlag, worauf ein Streit um die Wiederherstellungskosten zwischen Baden und Eberstein entstand, der bis 1657 dauerte. Als die französischen Truppen im Dreißigjährigen Krieg Gernsbach plünderten, wurde die Kirche erneut in Mitleidenschaft gezogen. Nach weiterem Verfall im 18. Jahrhundert wurde die Kirche 1833 unter Architekt August Moosbrugger umfassend saniert und erheblich erweitert. Hierbei wurde die bis dahin vierjochige Kirche im Osten um drei weitere Joche verlängert. Daneben entstand der katholische Friedhof westlich der Kirche. Zuvor war der Friedhof bei der St. Jakobskirche zwischen Katholiken und Protestanten geteilt gewesen.
In den Jahren 1971–1972 wurde die Kirche erneut umfassend saniert. Architekt Heinz Gaiser, Rastatt verfolgte das Ziel, die Kirche von den neugotischen Veränderungen zu befreien und die ursprüngliche spätgotische Gestalt der Kirche hervorzuheben. Gleichzeitig wurde die Ausstattung um moderne Elemente ergänzt. Dies war auch durch die Liturgiereform des Zweiten Vatikanischen Konzils nötig geworden, welche u. a. auch einen zeitgenössischen Volksaltar sowie einen Ambo zur Folge hatte. Um die Einheit von Priester und Gläubigen zu unterstreichen, wurde der Chor der Kirche um vier Stufen niedriger gelegt. Bei der Sanierung von 1971–1972 legte man spätgotische Ornament-Malereien im Gewölbe des älteren Teils der Kirche frei und kopierte diese in den neugotischen Teil. 1972 wurde die renovierte Kirche eingeweiht. 1996 erfolgte eine Sanierung der Kirche im Außenbereich.

## Baubeschreibung

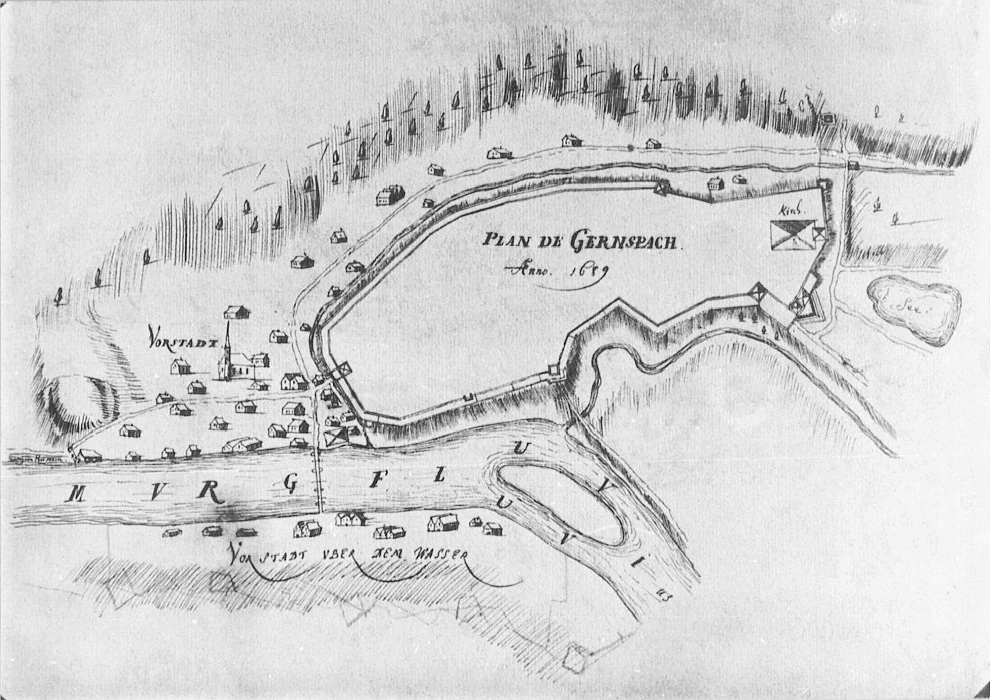
Plan der Gernsbacher Stadtbefestigung (1689) mit der Kirche rechts; Norden ist rechts unten

### Lage
Die Liebfrauenkirche ist am höchsten Punkt der Altstadt erbaut worden und prägt das Stadtbild von allen Seiten. Als Teil der Gernsbacher Stadtmauer sicherte ihr Turm gemeinsam mit dem nahen Storchenturm die westliche, bergseitige Flanke der Stadtbefestigung, die nicht durch natürliche Hindernisse geschützt war.

### Kirchturm und Äußeres
Der kräftige Glockenturm und das schlicht gehaltene Kirchenschiff bestimmen die äußere Gestalt der Liebfrauenkirche. Lediglich die Maßwerkfenster und die Strebepfeiler sind durch sorgfältig behauene Steine geschmückt. Die Verlängerung der Kirche nach Osten fügt sich geschickt ins Erscheinungsbild der mittelalterlichen Kirche.

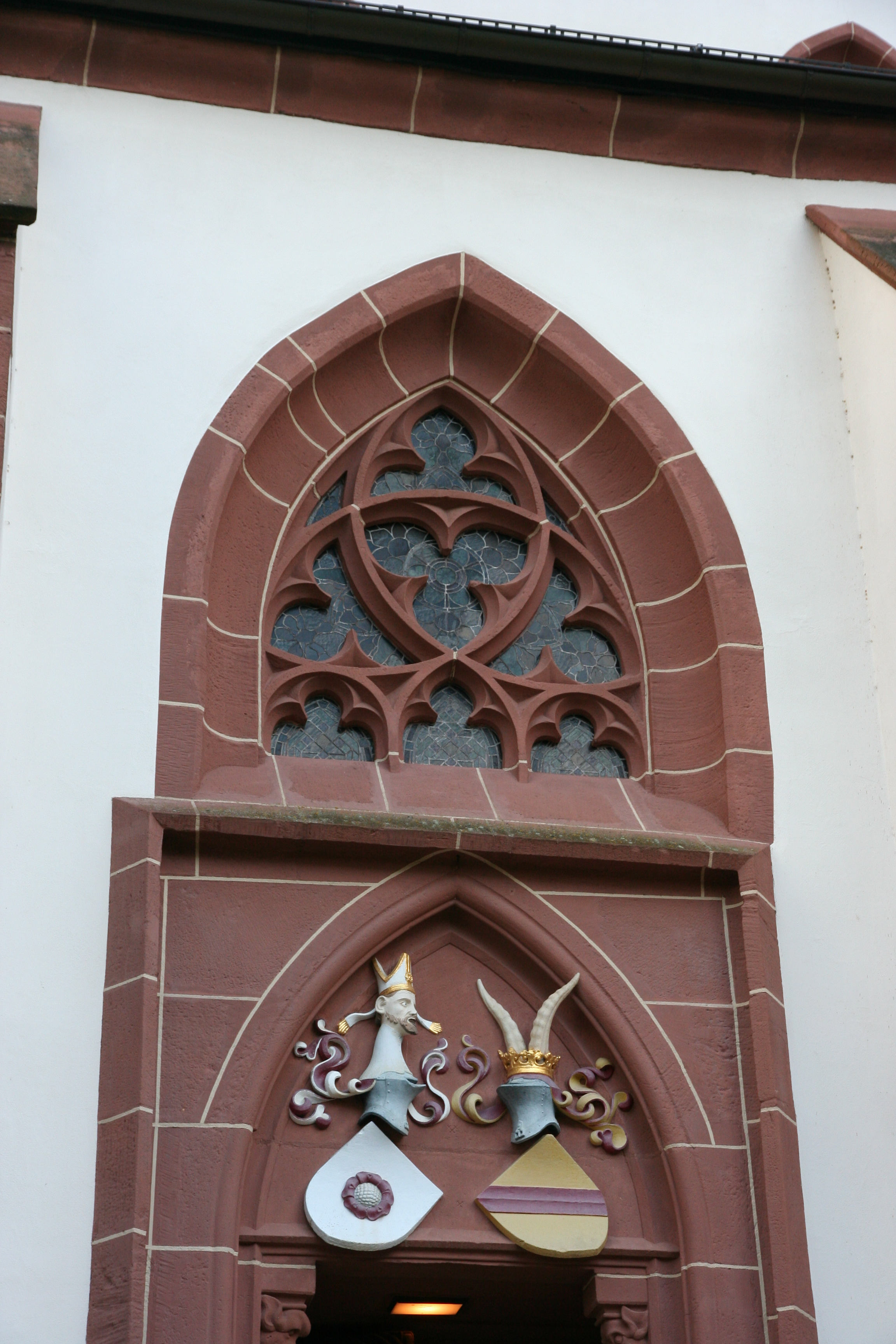
Maßwerkfenster und Tympanon mit den Wappen und Helmzieren der ebersteinischen (links) und badischen Bauherren am nördlichen Portal

Am nördlichen Seitenschiff der Kirche befindet sich das Eingangsportal. Darüber ist ein Tympanon angebracht, in dem sich die Erbauer der Kirche verewigt haben: Zu sehen sind die Ebersteiner Rose mit der Mitra und das badische Wappenschild mit den Steinbockhörnern.
Der Kirchturm ist vermutlich der älteste Teil der Kirche. Seine Mauern messen im unteren Bereich 2,10 Meter und in der Glockenstube 1 Meter. Die Eingangshalle unter dem Turm schließt direkt an die Stadtmauer an. Das dritte Obergeschoss weist breite Fensternischen mit seitlichen Steinbänken für die Wachen auf sowie im Westen eine ausgebuchtete Fensterbank zum Auflegen von Waffen.

### Geläut
Das Glockengeläut aus Bronze, das die Glockengießerei Grüninger 1922 in Villingen für die Liebfrauenkirche gegossen hatte, wurde bis auf eine Glocke während des Zweiten Weltkriegs ausgebaut, um in der Rüstungsindustrie Verwendung zu finden. Als Ersatz goss Grüninger im Jahr 1950, nunmehr in Straß bei Neu-Ulm, vier neue Bronzeglocken.
Die Glocken der Liebfrauenkirche in der Übersicht:
| Glocke | Name                       | Gussjahr | Gewicht  | Durchmesser | Schlagton |
| ------ | -------------------------- | -------- | -------- | ----------- | --------- |
| 1      | Maria Mater Dolorosa       | 1950     | 1500 kg0 | 1300 mm0    | es'-2     |
| 2      | Heiliger Erzengel Michael  | 1950     | 1100 kg0 | 1160 mm0    | f'-2      |
| 3      | Seliger Bernhard von Baden | 1950     | 640 kg   | 980 mm      | as'-2     |
| 4      | Joseph                     | 1922     | 380 kg   | 840 mm      | b'-1      |
| 5      | Heiliger Schutzengel       | 1950     | 280 kg   | 750 mm      | c"-1      |

### Innenraum und künstlerische Ausstattung

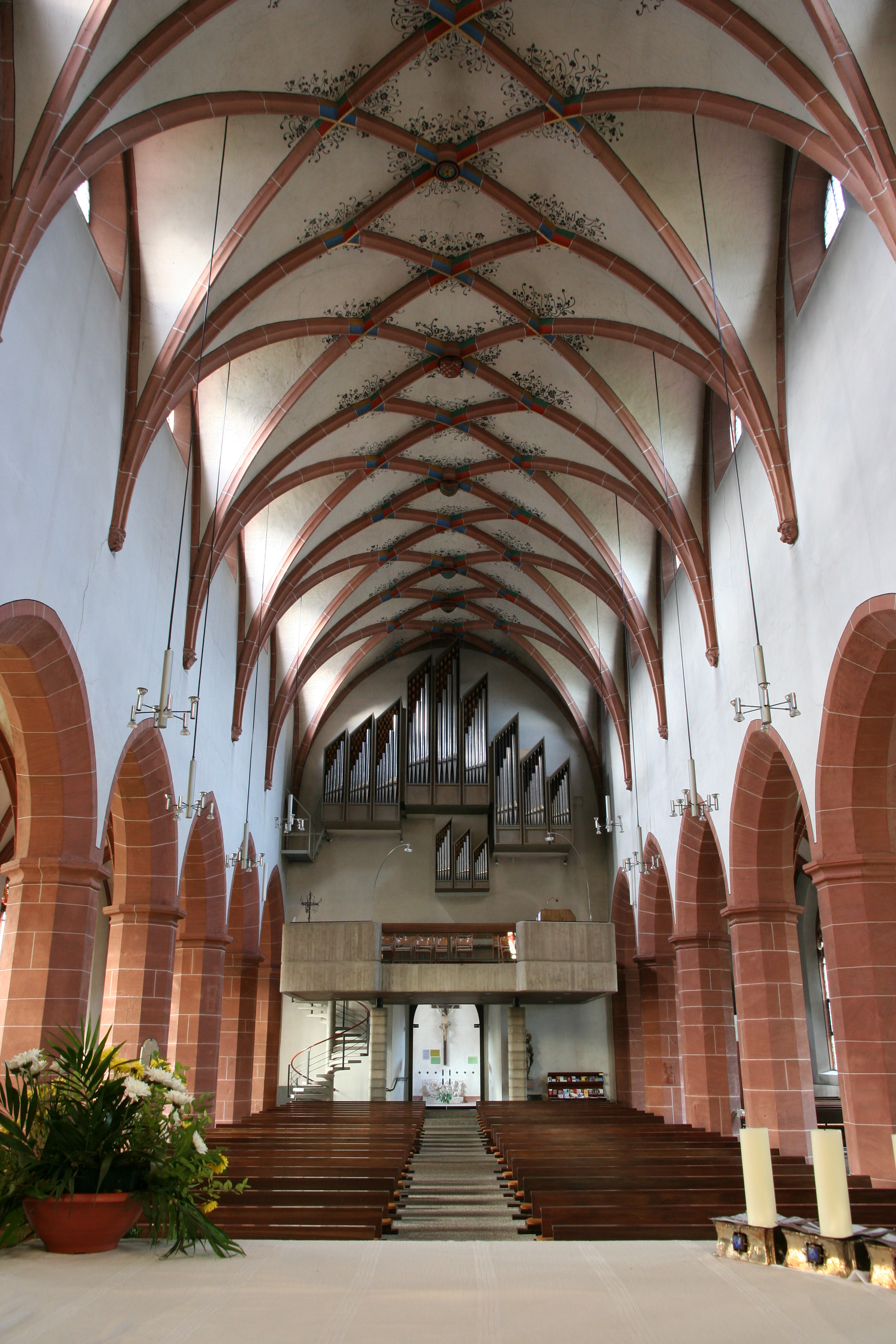
Blick vom Altar zur Orgelempore

Die Liebfrauenkirche ist eine dreischiffige Pfeilerbasilika. Ihre vier westlichen Joche stammen aus der Zeit um 1388, die drei östlichen von 1833. Massive Sandsteinsäulen stützen das Kreuzrippengewölbe bis auf eine Höhe von 9,75 Metern. Der Chor wurde bei der Renovation in den Jahren 1970–1971 neugestaltet. Bei dieser Gelegenheit wurde dem Patrozinium der Kirche Maria zu den sieben Schmerzen Nachdruck verliehen, indem die Pietà aus dem frühen 16. Jahrhundert im Chor aufgestellt wurde. Erst die Restauration der Pietà in den 1970er Jahren legte die Originalfassung der Figur zutage und zeigte die kunsthistorische Bedeutung dieser Pietà. Das Altarwandkreuz, die Leuchter und der Tabernakel wurden von Herbert Kämper, Elchesheim, geschaffen. Sie bestehen aus Kupfer, auf welches Silber aufgeschmolzen wurde, und sind mit Emaillemalereien und Bergkristallen geschmückt.
Die Glasfenster auf der Nordseite zeigen eine dreiteilige Kreuzigungsgruppe aus dem 15. Jahrhundert. Ein weiteres Glasfenster stellt eine Halbfigur eines Ritters dar, der als Stifter der Glasmalereien angenommen wird. Die Glasfenster im südlichen Seitenschiff zeigen den Hl. Johannes den Täufer, den Hl. Nikolaus von Myra sowie den Sel. Bernhard von Baden und stammen aus dem 19. Jahrhundert, wurden aber nach älteren Vorbildern unter Verwendung alter Fragmente geschaffen. In den Seitenschiffen finden sich Grabplatten der Grafen Hans Bernhard von Eberstein (gestorben 1574) und der Frau Anna Alexandria von Fleckenstein (gestorben 1610). Sie verweisen darauf, dass die Liebfrauenkirche die Grabkirche für mehrere Grafen von Eberstein war. Im nördlichen Seitenschiff befinden sich Bildtafeln mit den Motiven von Jesus als Lehrer sowie mit den vier Kirchenvätern (Hl. Hieronymus, Hl. Ambrosius, Hl. Augustinus und Papst Gregor). Bis 1971 waren diese Holzarbeiten Bestandteile der Kanzel gewesen. Der Taufstein stammt aus dem 15. Jahrhundert und ist mit zwölf Wappenschildern geschmückt. Gezeigt werden in dreifacher Wiederholung die Wappen von Baden-Sponheim und Eberstein. Im südlichen Seitenschiff ist eine neugotische Marienstatue aufgestellt. Im Mittelschiff findet sich an einer Säule ein Epitaph, das nach 1733 entstanden ist.

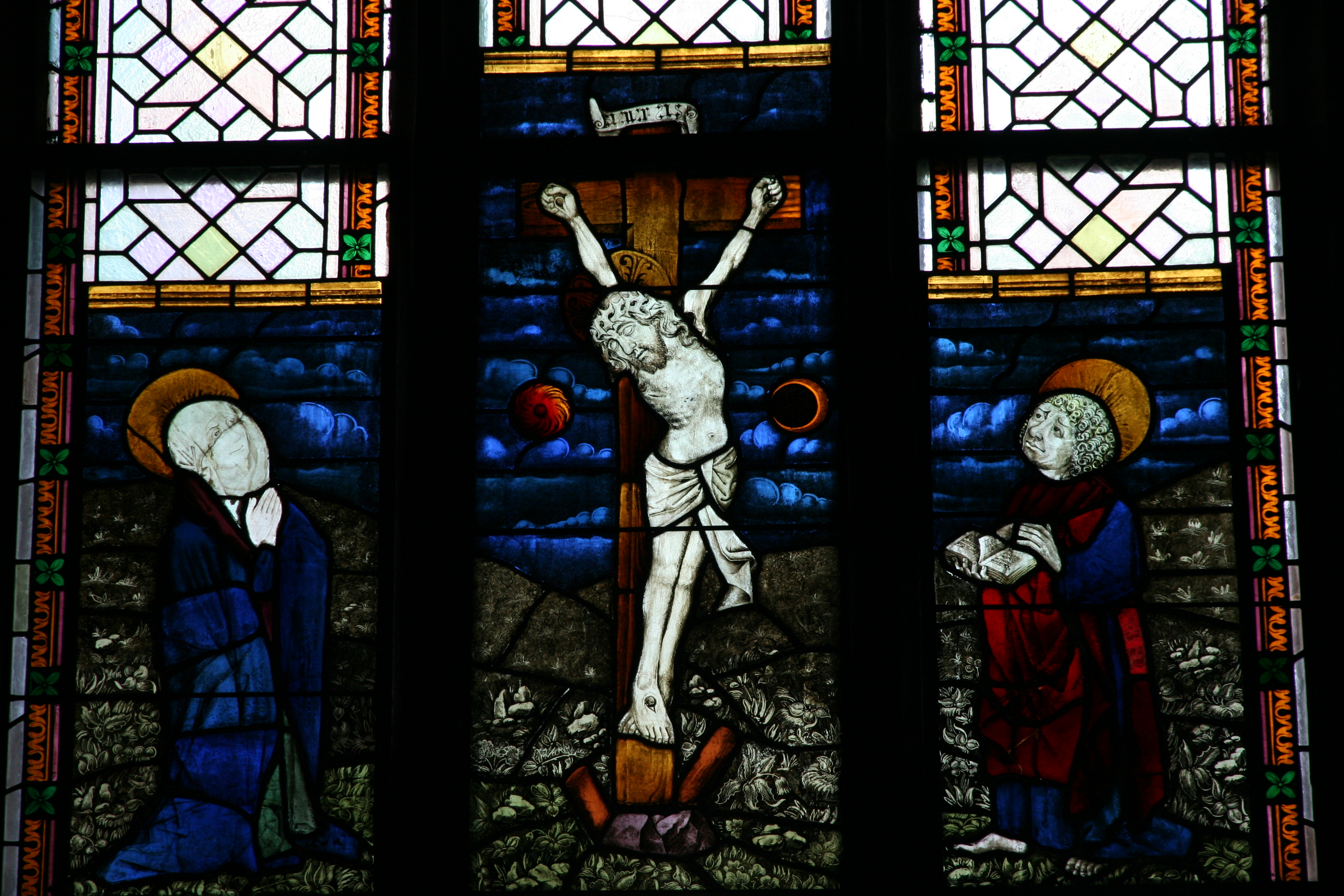
Kreuzigungsfenster
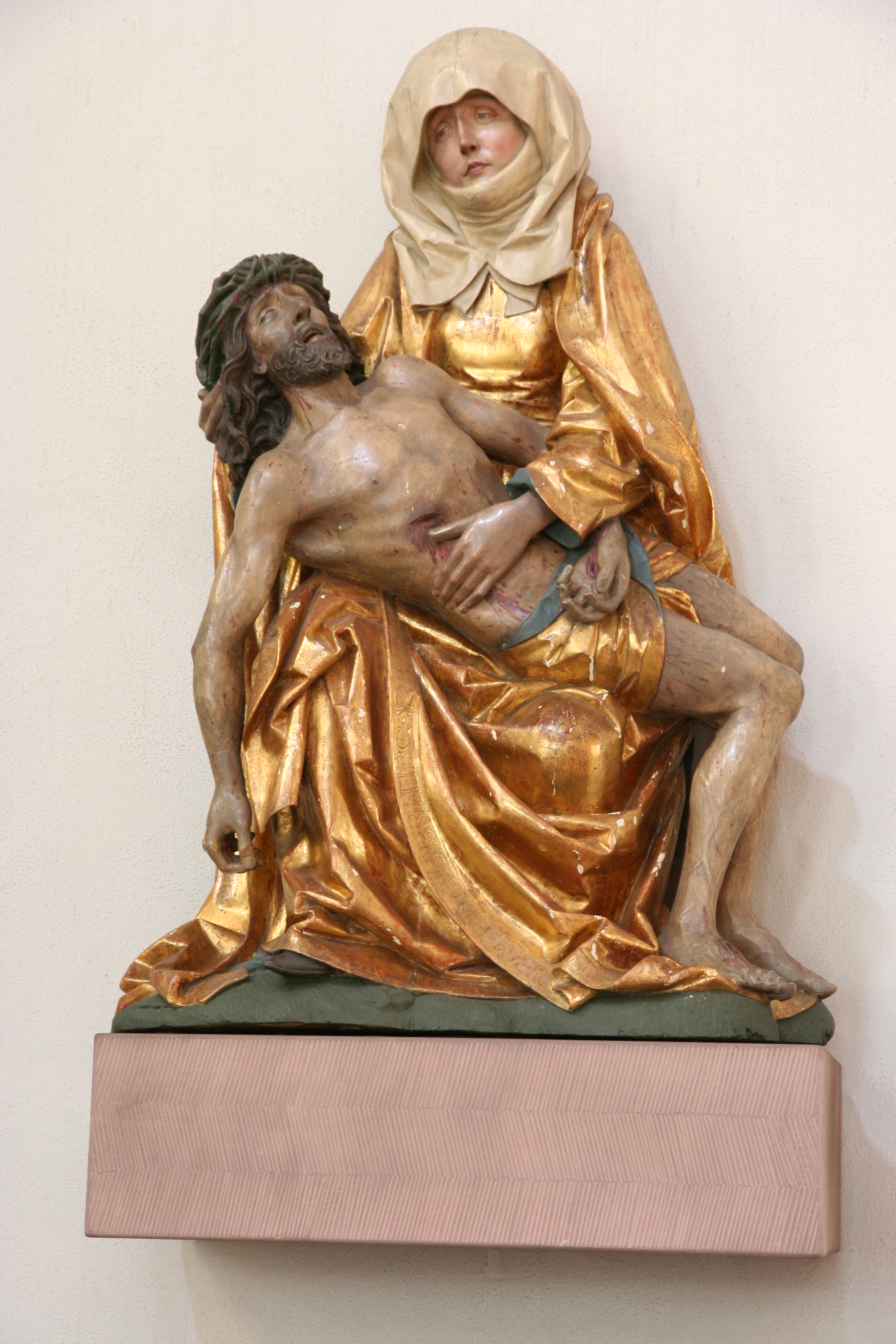
Pietà
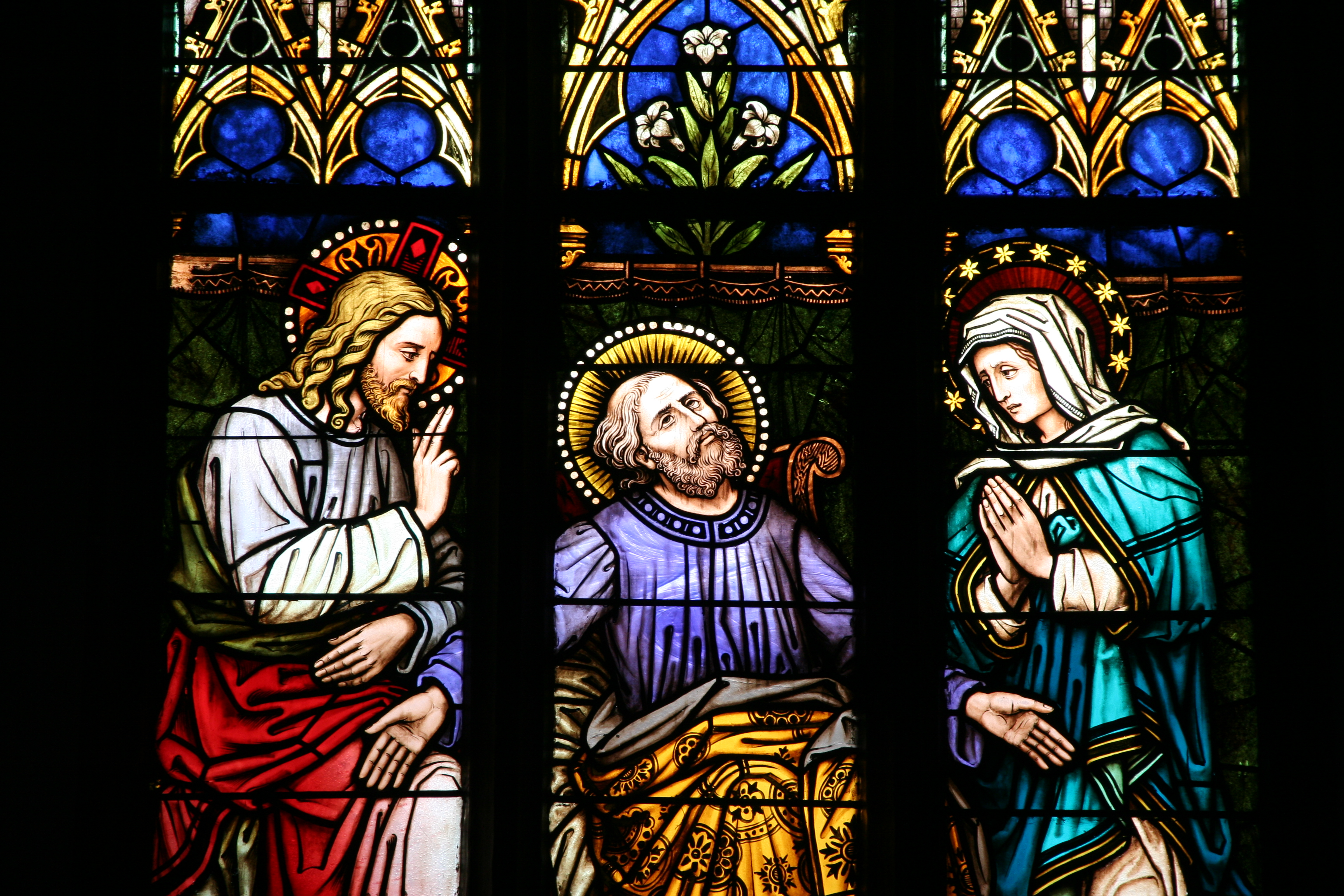
Josefsfenster

Drei spätgotische Figuren, die erstmals 1488 erwähnt wurden, stehen beim inneren Zugang zur Turmhalle. Sie stellen den Hl. Christophorus, den Hl. Sebastian und den Hl. Georg dar. Sie stammen wahrscheinlich von einem mittelalterlichen Sebastiansaltar, der im Jahr 1488 erstmals urkundlich erwähnt wurde. In der Turmhalle stehen weitere Steinmetzarbeiten aus der gleichen Zeit: das Weihwasserbecken, dessen Schaft aus einem Baumstamm gebildet wird und dessen Äste die Wasserschale zu halten scheinen, sowie ein Fragment aus einem Heiligen Grab.

### Orgel

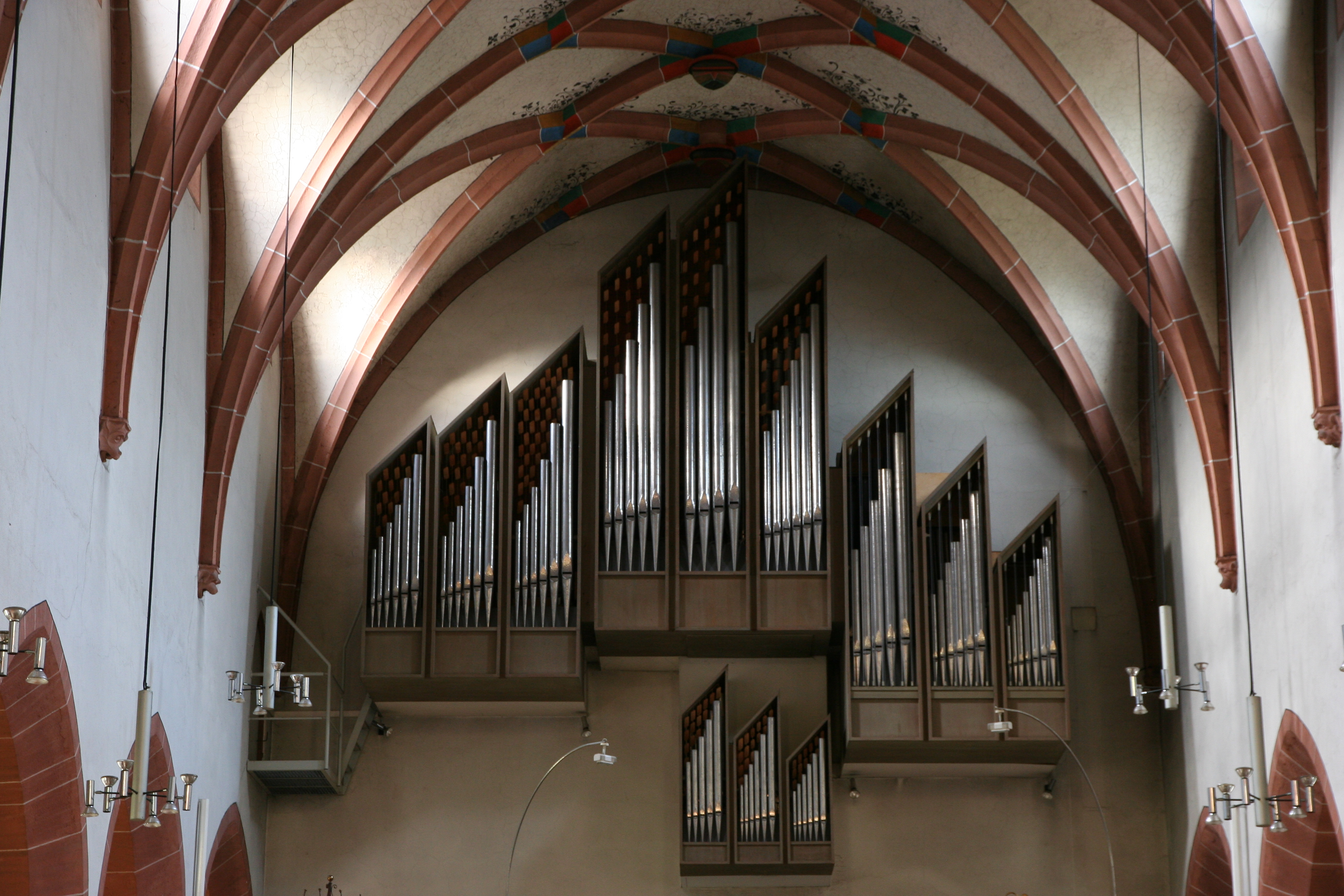
Orgel

Die heutige Orgel der Kirche stammt aus dem Jahr 1972 und wurde von Wolfgang Scherpf, Speyer, erbaut. Das Pedalwerk befindet sich im Prospekt in drei Feldern in der Mitte, das Hauptwerk links, das Schwellwerk rechts. Das Positivwerk wurde unter dem Pedalwerk eingebaut. Das Instrument besitzt eine elektrische Spiel- und Registertraktur. Der Spieltisch ist freistehend und kann auf einem Podest bewegt werden. 2729 Pfeifen verteilen sich auf 35 Register samt Pedal.